# San Costanzo
San Costanzo település Olaszországban, Marche régióban, Pesaro és Urbino megyében. Lakosainak száma 4545 fő (2023. január 1.). San Costanzo Fano, Mondolfo, Monte Porzio, Terre Roveresche és Trecastelli községekkel határos.

## Népesség
A település lakossága az elmúlt években az alábbi módon változott:
| Lakosok száma | 4749 | 4772 | 4545 |
|               | 2017 | 2018 | 2023 |